# جدول اشتال
کتاب جدول اشتال (به انگلیسی STAHLBAU PROFILE) کتابی است حاوی جداول اوزان ضخامت مساحت سطح مقطع و سایر مشخصات استاندارد انواع پروفیل‌های فولادی ساختمانی است. در این کتاب، مهم‌ترین پروفیل‌ها، مواد اولیه نوع اتصال، مقررات ساخت و سازهای فولادی در یک مجموعه کامل و فشرده گردآوری شده‌است.

## تاریخچه جدول اشتال
در سال ۱۹۳۸ میلادی مارتا اشنایدر بورگر که اولین مهندس ساختمان زن آلمانی بود کتاب اشتال را تدوین نمود.

## پارامترهای مقاطع فولادی در اشتال
در کتاب اشتال که فقط از جداول و اعداد و حروف اختصاری تشکیل شده‌است که حروف لاتین دارای معانی زیر است:
- h: ارتفاع پروفیل
- hH: ارتفاع پروفیل بعد از برش
- d: قطر
- P: محیط
- b: عرض پروفیل
- s: ضخامت جان
- t: ضخامت بال
- r: شعاع کنج اتصال جان و بال
- r1: شعاع کنج اتصال
- r2: شعاع گوشه بال یا ساق
- c: ضخامت ماهیچه
- h-2c: ارتفاع جان
- A: مساحت مقطع
- G: وزن واحد طول
- e: فاصله مرکز سطح تا ضلع بیرونی
- ex: فاصله مرکز سطح تا ضلع بیرونی
- ey: فاصله مرکز سطح تا ضلع بیرونی
- tana: زاویه بین محورهای اصلی مقطع
- w:
- v1:
- Ix: ممان اینرسی حول محور x-x
- Sx: اساس مقطع حول محور x-x
- rx: شعاع ژیراسیون حول محور x-x
- Iy: ممان اینرسی حول محور y-y
- Sy: اساس مقطع حول محور y-y
- ry:
- Iz: ممان اینرسی حول محور z-z
- rz: شعاع ژیراسیون حول محور z-z
- In: ممان اینرسی حول محور n-n
- Sn: اساس مقطع حول محور n-n
- rn: شعاع ژیراسیون حول محور n-n
- Xm: فاصله مرکز برش تا مرکز سطح
- a1: فاصله دو پروفیل برای مساوی شدن ممان اینرسی‌ها
- rT:
- Aa: مساحت مقطع در محل‌های پیوسته
- Ixa: ممان اینرسی در محل‌های پیوسته
- Sxa: اساس مقطع در محل‌های پیوسته
- Ab: مساحت مقطع در محل مرکز سوراخ
- Ixb: ممان اینرسی در محل مرکز سوراخ
- Sxb: اساس مقطع در محل مرکز سوراخ
- boltDs: قطر بدنه پیچ (Min-Max)
- boltS: فاصله دو سمت صاف کله پیچ (Min-Max)
- boltE: فاصله دو گوشه کله پیچ (Min-Max)
- boltK: ضخامت کل کله پیچ (Min-Max)
- boltK1: ضخامت کله پیچ
- boltDw: قطر واشر
- boltC: ضخامت واشر (Min-Max)
- boltB1: طول ناحیه رزوه شده
- boltB2: طول ناحیه رزوه شده
- boltXb: ماکزیمم طول ناحیه رزوه در قسمت انتقال